# Lennie Hayton
Lennie Hayton (Nova Iorque, 14 de fevereiro de 1908 – Palm Springs, 24 de abril de 1971) foi um compositor estadounidense. Venceu o Oscar de melhor trilha sonora na edição de 1950 pelo filme On the Town na edição de 1970 por Hello, Dolly!, ao lado de Roger Edens e Lionel Newman.